# Basilique Notre-Dame-de-Bon-Secours de Guingamp
 (mai 2019).
Pour les articles homonymes, voir Basilique Notre-Dame et Notre-Dame-de-Bon-Secours.
La basilique Notre-Dame-de-Bon-Secours de Guingamp se situe au cœur de la cité historique de Guingamp, en Bretagne.

## Histoire

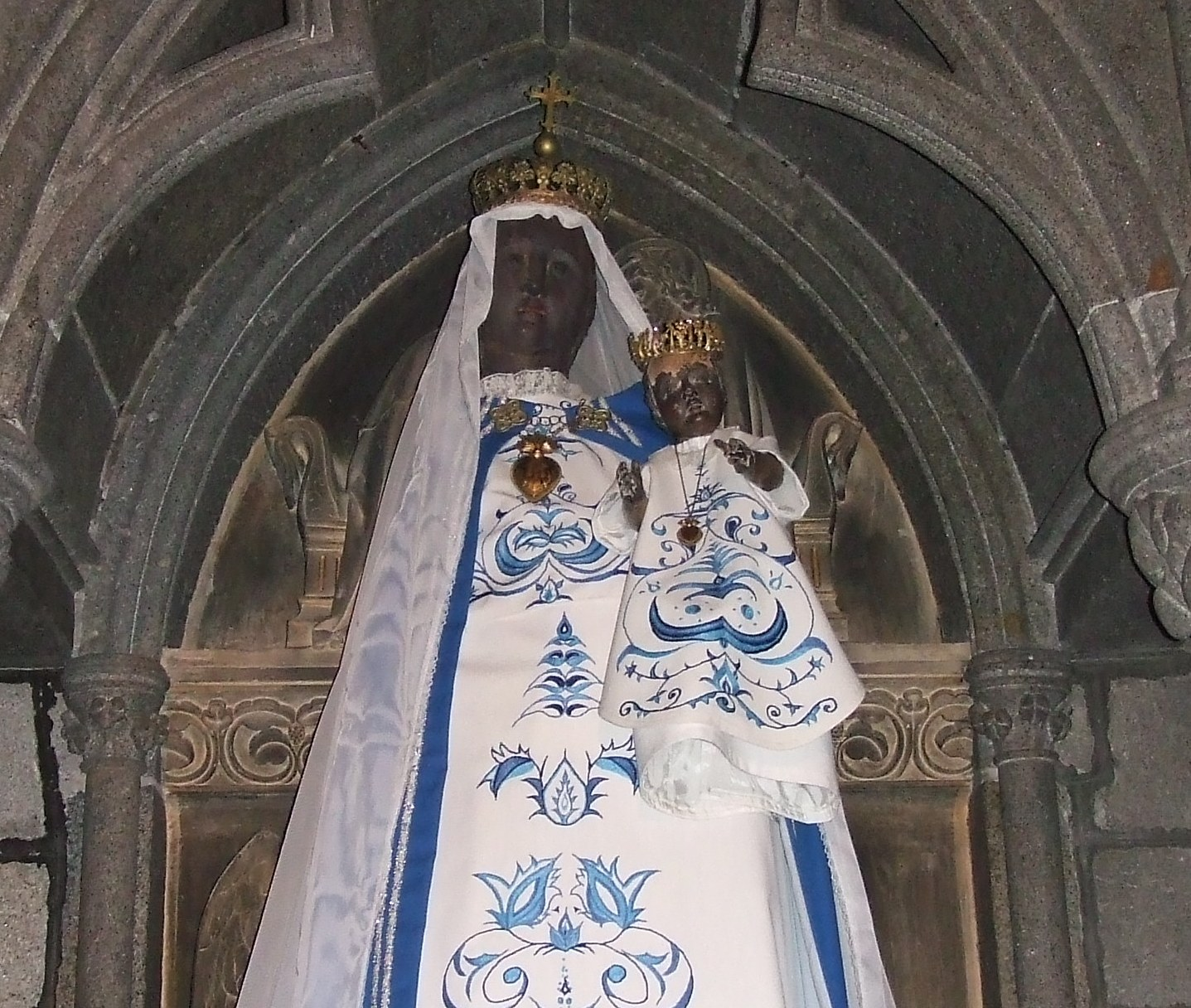
Statue de Notre-Dame de Bon-Secours

En 1093, le comte de Guingamp, Étienne Ier de Penthièvre hérite du comté de Penthièvre à la mort de son frère aîné, Geoffroy Ier de Penthièvre. Il donne alors de l'envergure à la ville et à ses alentours. À l'intérieur des murs, l'ancienne chapelle du château devient vite une paroisse respectée et influente.
Au XIIe siècle, l'église connue aujourd'hui sous le nom de Notre-Dame-de-Bon-Secours porte les vocables successifs de Saint-Pierre et de Saint-Paul avant de porter celui de l'église de la Bienheureuse-Marie de Guingamp, lieu de pèlerinage marial.
Au début du XIIIe siècle, l'écroulement d'une très grande partie de l'église entraîne la nécessité de grand travaux de reconstruction. Ils durent plus de cinquante ans et s'achèvent vers 1350 sous le règne de Charles de Blois. Le duc participe à l'édification de la sacristie dont il pose lui-même la première pierre et à celle du grand autel. Marquées par la guerre de Succession de Bretagne et par les différents sièges qui se succèdent lors des guerres de la Ligue, l'église et la ville sont malmenées. Il faut attendre le milieu du XVIIe siècle et plusieurs évènements successifs pour que la célébrité de l'église Notre-Dame et le culte de la Vierge-Marie, jusque là discret, prennent de l'importance.
Le premier événement a lieu en février 1448, lorsque le pape Nicolas V accorde « cinq ans d'indulgence et cinq quarantaines à ceux qui visiteront le jour de la nativité de la Sainte-Vierge (8 septembre) l'église Notre-Dame ruinée à cause des guerres. » Le second événement a lieu en 1466, lorsque la confrérie des disciples de Notre-Seigneur-Jésus-Christ, dont on dit que le duc de Bretagne Pierre II de Bretagne, mort en 1457, aurait été membre, prend le nom de Frairie Blanche. Cette assemblée est au début un groupe fraternel de Guingampais des trois ordres : le clergé, la noblesse et le peuple. Le troisième événement a lieu le 18 avril 1619, lorsqu'une bulle du pape Paul V accorde une indulgence plénière en faveur de la Frairie Blanche. Elle concerne : « tous les confrères qui, vraiment pénitents, confessés et communiés visiteront ladite église de Notre-Dame de Guingamp, au jour et fête de la Visitation de la bienheureuse Vierge Marie, qu'on a coutume de célébrer chaque année le premier dimanche de juillet ». Enfin, le quatrième événement, et le plus important, a lieu en 1650, lorsqu'un grand pèlerinage régional s'organise autour de l'église Notre-Dame et de sa Vierge-Marie. À partir de cette date, l'aura de la basilique prend une grande ampleur.
En 1669, le pèlerinage de Notre-Dame devient « le premier pèlerinage du diocèse » et le 25 mars 1676, jour de l'Annonciation, le culte de la Vierge du Portail devient dévotion à ITRON VARIA GWIR ZICOUR - Madame Marie du vrai secours, Notre-Dame du Bon Secours. Dans son livre Les riches heures de Guingamp, Hervé Le Goff rapporte d'ailleurs le témoignage d'un notaire de Guingamp, Pierre Hamon : « L'on a bény le don faict par les habitants de Guingamp à la Vierge soubs le nom de Nostre Dame de Bon Secours et ensuite l'on a porté ledict don par la ville en procession généralle. J'ay payé pour ayder à avoir l'image de ce don 15 s. ». Cette ferveur ne se dément pas durant tout le XVIIIe siècle.

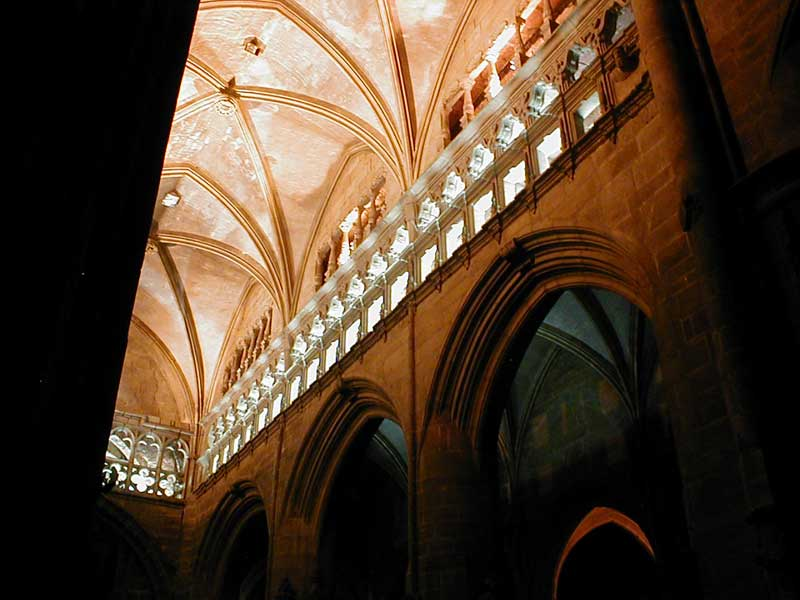

Notre-Dame de Bon-Secours a pris très tôt le titre de paroisse ainsi que d'autres églises : Saint-Léonard, Saint-Michel et surtout La Trinité. Mais, après le passage de la Révolution française, avec le pillage et la destruction de nombreux autres édifices religieux, la signature du Concordat du 16 juillet 1801 entre Napoléon Bonaparte et Pie VII, laisse Notre-Dame-de-Bon-Secours seule paroisse en activité. Il faut attendre 1857 pour assister au couronnement de la Vierge sous le pontificat de Pie IX et le 24 octobre 1899 pour qu'une bulle papale de Léon XIII érige ce sanctuaire en basilique mineure.
On estime que la construction de la basilique débute donc avec le XIIe siècle et s'achève avec le XVIe siècle. Plusieurs restaurations rendues nécessaires à cause des aléas de l'histoire ou du temps ont lieu durant les siècles qui suivent et transforment profondément le visage de la basilique.
On pourrait ainsi rappeler bon nombre de malheureux événements, mais l'on en rapportera que quelques principaux. En 1535, après un ouragan, une tour collée au portail occidental s'effondre et entraîne avec elle le portail ouest, la nef latérale, une partie de la grande nef et endommage les orgues et quelques maisons avoisinantes. À la Révolution, les républicains vident la basilique de ses coffres et de ses armoires. Des enfeus ainsi que des autels sont détruits. Le porche Notre-Dame vandalisé est méconnaissable. Ce dernier devient un corps de garde, la sacristie une prison, l'église une écurie. On y entasse des bottes de foin, on vend tout ce qui peut se vendre et brûle tout ce qui brûle. Enfin, durant la Seconde Guerre mondiale, à la Libération, le 7 août 1944, un obus américain détruit la partie supérieure de la tour du centre ou tour pointue. Les Américains pensaient, à tort, qu'elle était le refuge de quelques soldats allemands alors qu'il s'agissait de maquisards ayant installé un poste d'observation dans le clocher. La dernière grande restauration date du XIXe siècle et fut entreprise sous l'impulsion du curé de l'époque acteur du couronnement de la Vierge, Jean-Marie Robin. Elle concernait aussi bien l'extérieur de la basilique (porches, voûtes…) que l'intérieur (vitraux, autels, statues…).
Ni l'histoire, ni les aléas du temps n'ont épargné la basilique Notre-Dame-de-Bon-Secours. Mais celle-ci se voit depuis tout temps protégée d'un côté par la générosité de milliers de donateurs célèbres ou inconnus et d'un autre côté par le talent de nombreux maîtres d'œuvre.
La basilique est classée au titre des monuments historiques en 1914.

## Les différentes étapes de construction
XIe siècle ou XIIe siècle :

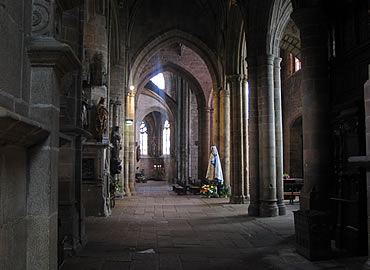
La basilique Notre-Dame-de-Bon-Secours de Guingamp (collatéral sud).

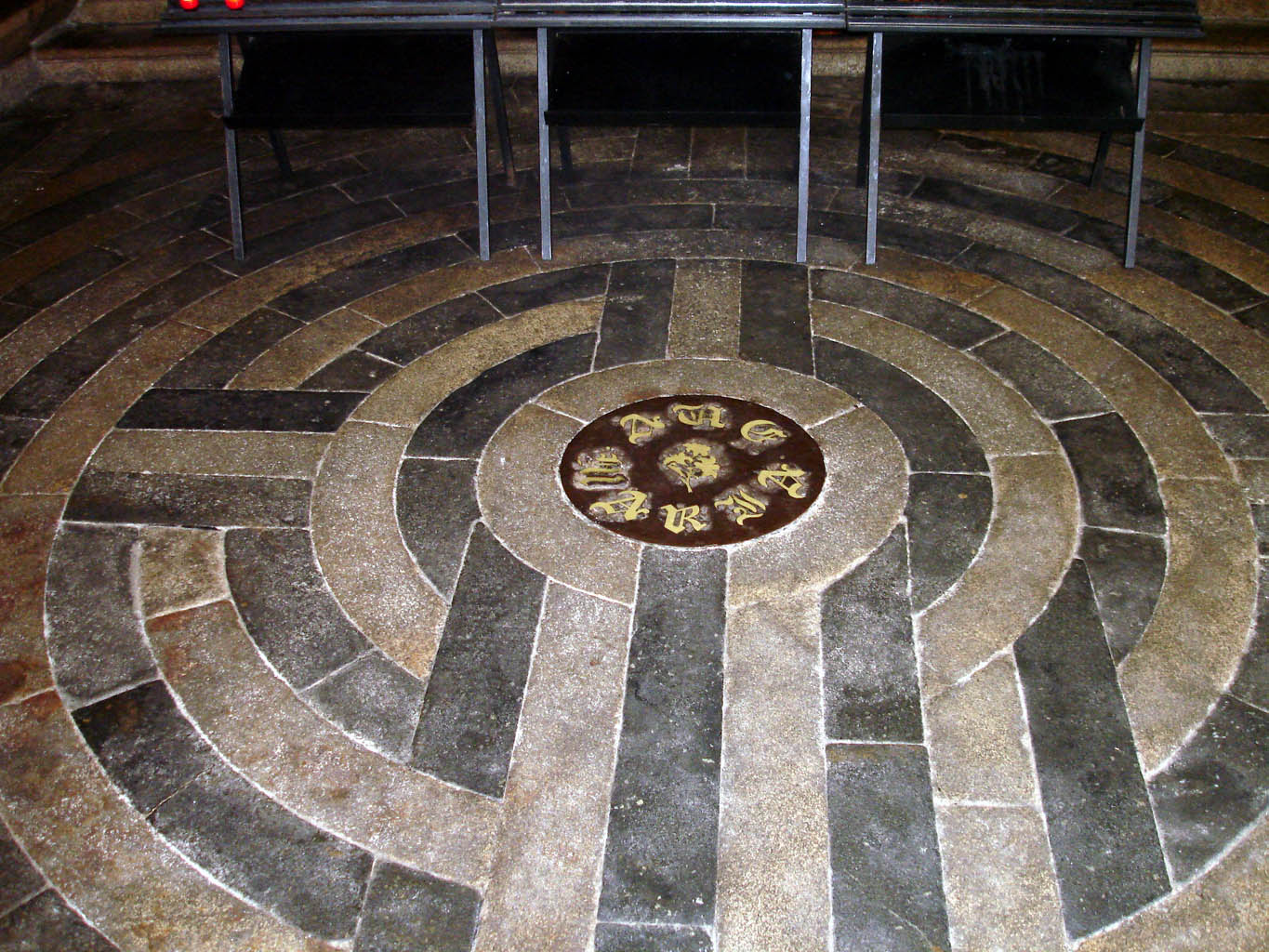
Le labyrinthe de la basilique.

- L'époque précise de construction reste indéterminée. Des éléments anciens, romans, sont visibles dans les piliers, les murs et les arcs d'ogives du carré du transept.

XIIIe siècle :
- Édification de l'oratoire Notre-Dame et de la partie nord de la nef.

XIVe siècle :
- Édification du chœur (excepté le chevet), des extrémités du transept et de la partie nord qui suit l'oratoire Notre-Dame dont la sacristie (excepté les adjonctions de la sacristie).

XVe siècle :
- Construction du chevet et du déambulatoire ;
- Consolidation des piliers de la croisée du transept ;
- Réfection des vitraux de la partie est.

XVIe siècle :
- Réfection du bas-côté sud et du portail occidental ;
- Construction de la Tour Renaissance et de la partie sud de la nef.

XVIIe siècle :
- Transformation du mur sud, agrandissement de l'oratoire Notre-Dame et réfection des orgues.

XVIIIe siècle :
- Consolidation du massif nord-ouest.

XIXe siècle :
- Restauration quasi complète de la basilique : vitraux, statues, porches, façades, ... ;
- Réfection des orgues.

XXe siècle :
- Restauration de la Tour du Centre, parvis sud, vitraux du bas-côté sud.

## La tour Pointue
Elle se situe au centre de la basilique. Haute de cinquante sept mètres, elle est surmontée d'une flèche octogonale en granit à l'extrémité de laquelle on peut distinguer un coq perché sur sa croix en fer forgée de trois mètres de hauteur et admirant la vue. Quatre clochetons agrémentent cette tour, qui en compta trois pendant longtemps, et chacune des faces du premier étage est flanquée d'une grande baie. Elle a été détruite par les Américains à la Libération.

## La tour Renaissance
La tour Renaissance se situe du côté sud de la façade occidentale de la basilique. Elle fut érigée au XVIe siècle, ce qui permet aux visiteurs d'admirer le style Renaissance. Ces pans carrés sont en granit poli. Des moulures soulignent ses deux étages. Une tourelle contient l'escalier qui permet d'accéder au premier étage d'où l'on peut admirer les colonnettes du balcon, les grandes baies de la chambre aux cloches et sur la plate-forme ainsi qu'au sommet, des canaux en forme de canons, braqués dans toutes les directions. 
La chambre des cloches a été restaurée en 1988 et contient plusieurs cloches. Chacune d'elles porte un ou plusieurs noms : La Grignouse, Marie-Louise-Mathias, Adrienne-Joséphine-Louise-Marie et Erwann-Maurice. La plus grosse pèse deux tonnes et porte une inscription qui donne des informations sur son origine : 
« Fondeurs Guyomark. L'an 1568 fut feit ceste cloche pour servir Dieu et Notre-Dame de Guingamp, par Gérome Gégou, gouverneur de ce chapelle, le fit faire ».
La plus ancienne fut fondue en 1430 et ne résonne plus. Elle se situe aujourd'hui au niveau de l'absidiole sud et porte l'inscription suivante : 
« M CCC XXX . B.Michel - O.Pennec – M.A.Brun - Fabrice ».
Une autre cloche, la plus petite, appelée « la Grignouse » date de 1434 et pèse 170 kg. On notera que la cloche la plus grosse et « la Grignouse » sont classées par les Monuments Historiques.
En poursuivant l'observation de cette tour, on remarquera, au niveau du portail occidental, quelques phrases qui nous renseignent sur son origine. On pourrait les résumer ainsi : le 29 novembre 1535, une tour au sud-ouest collée au portail occidental s'effondra entraînant avec elle le portail ouest, la nef latérale et une partie de la grande nef. Elle endommagea aussi les orgues et quelques maisons alentour. La première pierre de cette nouvelle tour fut posée un an après pour remplacer l'ancienne. C'est le style Renaissance qui fut choisi selon les dessins de Jean Le Moal. Enfin, à l'intérieur, la porte de l'escalier de la tour Renaissance donne accès à une salle haute appelée l'Arsenal. Celle-ci servit de dépôt d'arme et de munitions à la Révolution.
Plusieurs maîtres d'œuvre se succédèrent à l'édification de la tour : Jean Le Moal, Gilles Le Nouesec - 1548 à 1554, Jean Le Cozic - 1566 à 1570, Yves Auffret - 1574 et 1580. La charpente fut construite, quant à elle, par Rolland Montfort de Saint-Agathon. Au-dessous de la tour, les deux fenêtres de la chapelle formées de pierres taillées en forme de fleur de lys furent montées en 1581 par Yvon Auffret et la grande vitre aux orgues fut réalisée en 1624 par les maîtres picoteurs Alain Raperou et Jan Lelouet. Enfin, le granit de la tour semble provenir d'après S. Ropartz, de plusieurs endroits : la perrière de Kerempilly (Bourbriac), la carrière de la Dame du Parc (Scouasel) et les perrières de Kerlosquer.

## La tour de l'Horloge
La Tour de l'Horloge se situe sur le côté nord de la façade occidentale. C’est la partie la plus ancienne de l'église après les substructions romanes. On notera la grâce de cette tour, avec ses arcs d'ogives élancés, surmontés de gables aigus et moulurés. Le toit carré à quatre pans en ardoises, est flanqué d'une tourelle octogonale surmontée d'un balconnet, ancienne tour de guetteur. Cette tourelle renferme une horloge du XVe siècle qui est en 1471 à l'origine d'un conflit entre le promoteur de l'évêque de Tréguier et le procureur des bourgeois. Les timbres qui sonnent les quarts d'heures sont joints à la cloche en 1688. En 1780, la tour est fortifiée par un éperon en granit bleu et en 1980, le clocheton qui surmonte le toit est supprimé. À l'intérieur, se trouve la chapelle du bienheureux Charles de Blois qui contient le tombeau des chanoines Yves-Marie Lemen (curé de Guingamp de 1919 à 1940) et Pierre Le Maigat (curé de Guingamp de 1950 à 1964).

## Le portail Notre-Dame

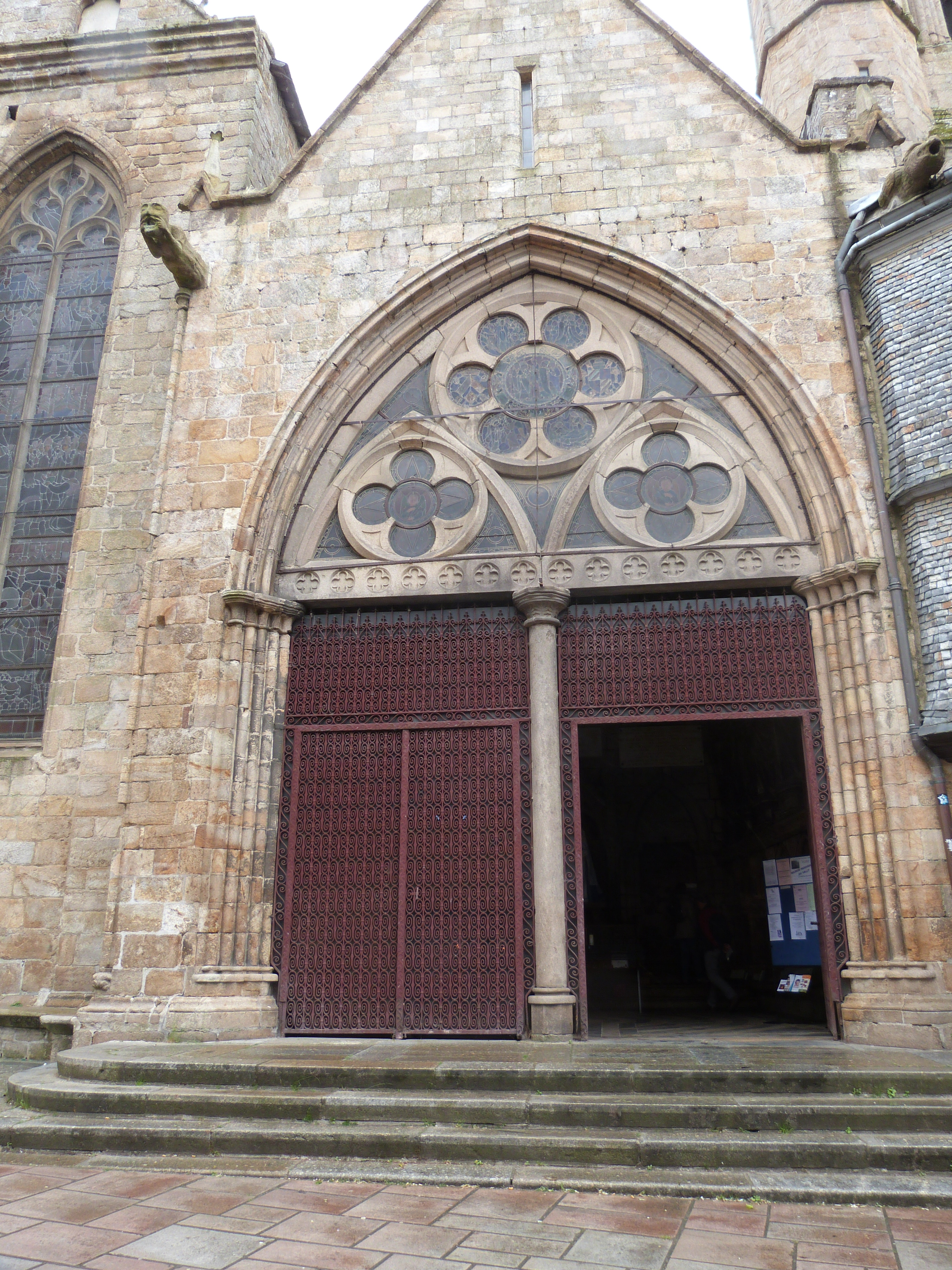
Le portail Notre-Dame.

Le portail Notre-Dame se situe sur la façade au nord de la basilique. Il se compose d'un portail en fer forgé qui est divisé en deux par un pilier central. Ce dernier est surmonté d'un bandeau de rosaces quadrilobées. De chaque côté du portail, un faisceau de colonnettes au chapiteau à collerette de feuillage, soutient l'arcade moulurée en arcs brisés. Enfin, ressortant de la façade, d'affreuses gargouilles tentent désespérément d'effrayer les passants de la rue piétonne. Par les quelques marches qui le précède, ce porche nous mène à l'intérieur de la chapelle de la Vierge. Ainsi, peut-on mieux observer, sous l'ogive, le vitrail de 1857, œuvre d'Adolphe Napoléon Didron. 
Il se compose d'une rose à six lobes et de deux cercles quadrilobés. Au-dessus du pilier central du porche, on distingue un petit vitrail contenant un N, un D et un A cerclés de jaune : les initiales de Notre-Dame et celles du maître verrier sans doute. À droite et à gauche de celui-ci, des quadrilobes, dont chacun contient un triangle rouge, entourent deux anges qui sembleraient identiques si l'un n'était vêtu de bleu et l'autre de violet. Au-dessus, la rosace représente le couronnement de la statue de la Vierge et de l'Enfant Jésus, cerclé des armes de la Bretagne, tandis que quatre des lobes de la rosace représentent la vie de la Vierge Marie. Enfin, les deux autres lobes contiennent deux armoiries dont l’une représente les clefs et la couronne papale, hommage à Pie IX (1846-1878). En effet, c'est après une demande de Mgr Jean-Marie Robin auprès de Rome, que Pie IX accorde le 16 mai 1857 les honneurs du couronnement à la Vierge Noire de Notre-Dame et à l'Enfant Jésus. Il faut attendre le 8 septembre 1857 (fête de la Nativité de Marie) pour que la cérémonie officielle ait lieu devant une foule immense.

## Le portail Sainte-Jeanne

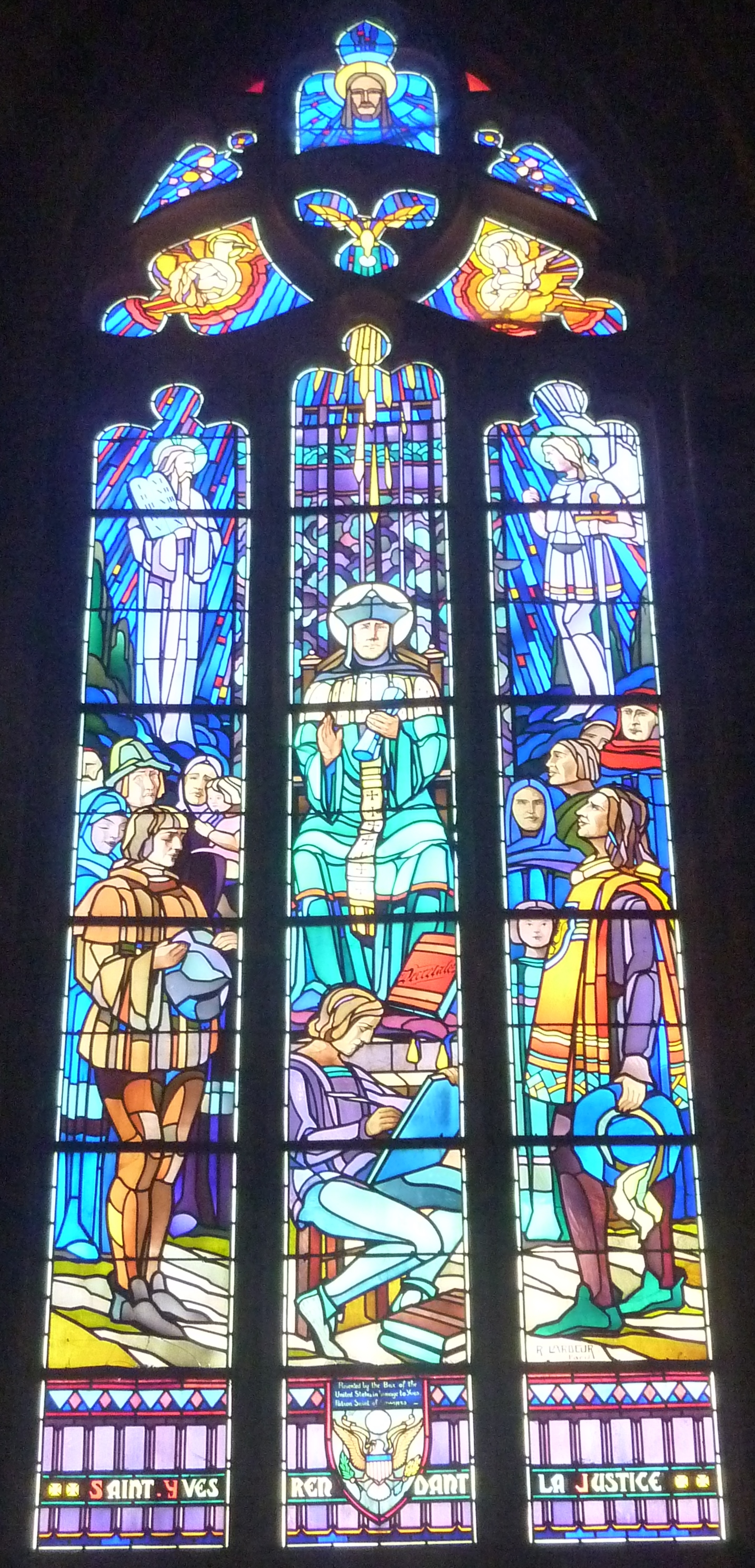
Vitrail de saint Yves rendant la justice.

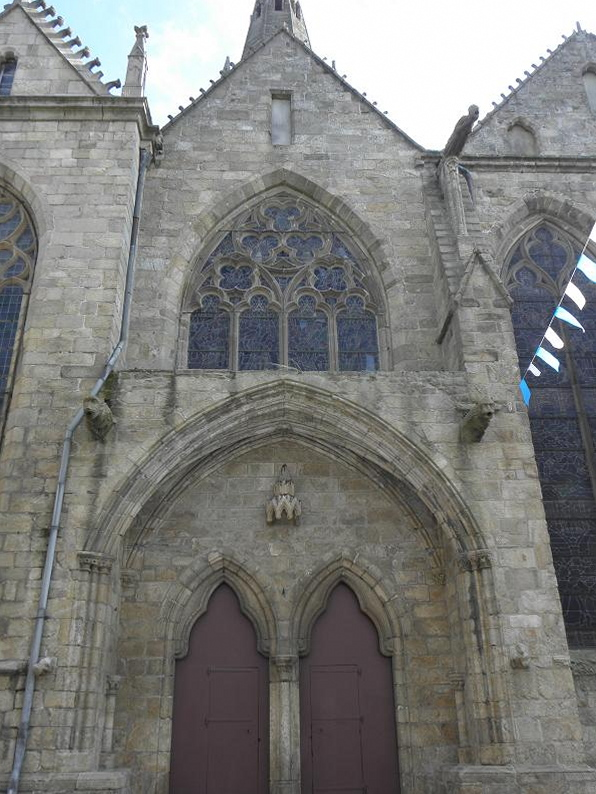
Portail Sainte-Jeanne.

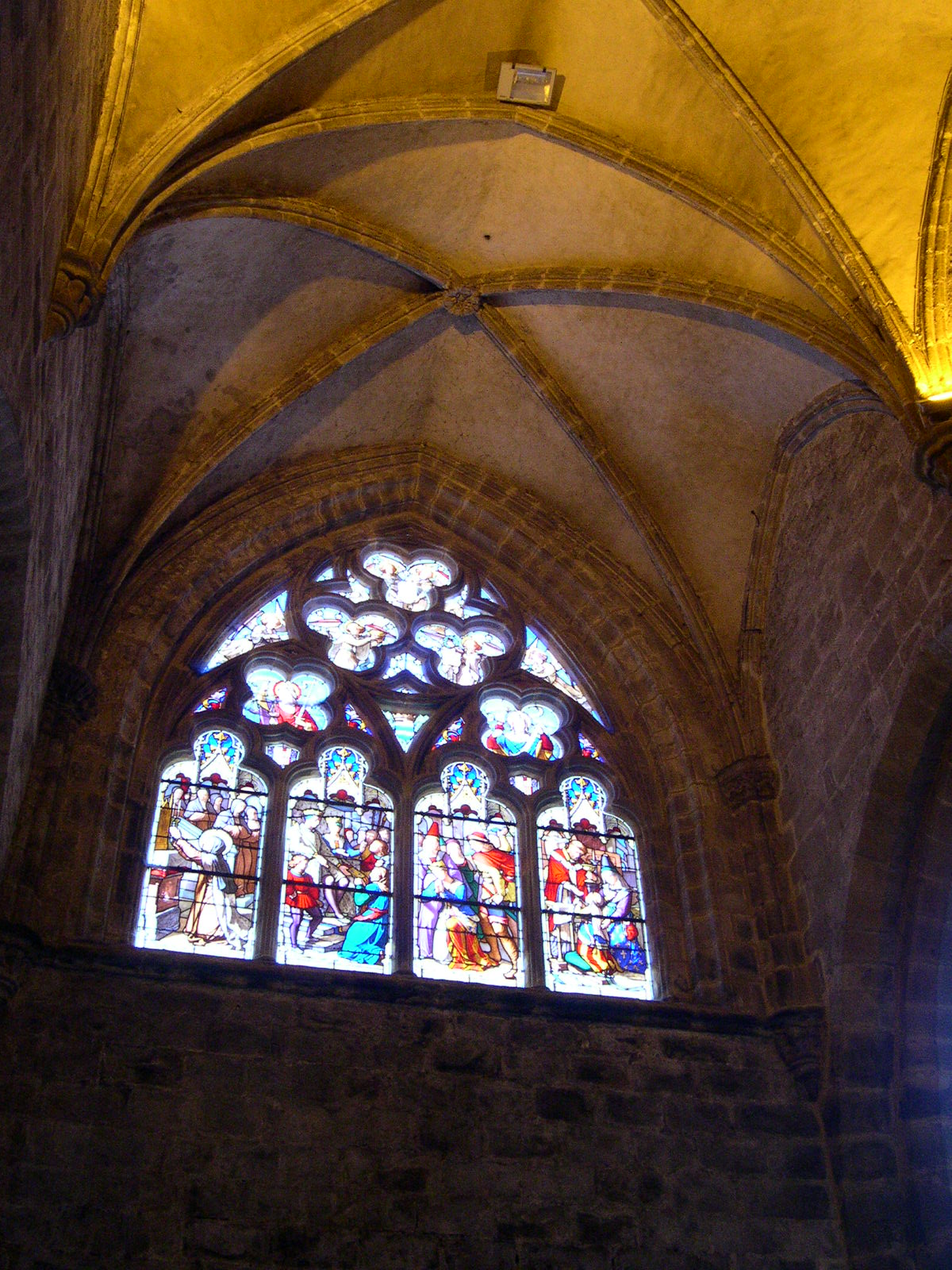
Vitrail au-dessus du portail Sainte-Jeanne.

Le portail Sainte-Jeanne se situe sur la façade nord de la basilique et ouvre sur le transept nord. Il se compose de deux grandes portes en ogive brisée, surmontées d'une grande arcade à l'ogive également brisée et qui repose sur des colonnettes à chapiteaux sculptés. De chaque côté de ce portail on remarquera un large banc sortant des jambages, appelé « banc des pauvres et des pèlerins » et quatre canons gargouilles répartis autour de la sculpture.
Sur le pilier qui sépare les deux portes se trouvait jadis une statue en bois polychrome représentant la Vierge de l'Annonciation tenant une bible et levant la main gauche. Elle fut restaurée au XXe siècle par les Beaux-Arts et placée à l'intérieur de l'église au niveau de l'abside. À cet endroit, elle est accompagnée d'une autre statue, elle-même en bois polychrome et restaurée aussi par les Beaux-Arts. Elle représente un ange tenant un parchemin sans inscription. Ce dernier était situé jadis sur le pilier du portail ouest. Les deux statues forment le groupe de la Visitation.
À l'intérieur de la basilique, à côté de ce portail, un bénitier porte le nom d'Yves Jégou et en face, sur le mur ouest, on peut toujours voir une armoire à reliques et son somptueux contenu avec sur la droite, un oculus de verre qui permettait aux pèlerins de voir le maître-autel depuis la chapelle de la Vierge. On notera que c'est de ce côté que se situaient les orgues de Notre-Dame avant 1865.
Au-dessus du portail Sainte-Jeanne, on peut admirer aujourd’hui un vitrail daté de 1857. Il se compose de quatre vitraux verticaux, larges et peu élevés, contenant chacun une scène : c'est la vie de la duchesse Françoise d'Amboise, épouse de Pierre II. Trois armoiries sont visibles sur ce vitrail dont celles de Guingamp, celles de la Bretagne et celles du couple ducal. On notera que ce vitrail se lit de droite à gauche et non l’inverse comme sur les vitraux de l'abside. Les scènes montrent successivement : la communion de Françoise d'Amboise à la cour de Jean V (père de Pierre II), sa souffrance face à son mari devenu jaloux et brutal, l'accession du couple au trône ducal après l'assassinat de Gilles de Bretagne en 1450 par François Ier (frère de Pierre II) et l'entrée de la duchesse dans l'ordre du Carmel à la mort de son mari. Les deux autres vitraux de la façade nord datent eux de 1873 et sont l'œuvre du maître verrier Fialex.
Le premier vitrail, le plus à l'Est, représente le vœu de la guerre. Il nous rappelle qu'à la chute du Second Empire de Napoléon III en 1870 et devant l'avancée des troupes prussiennes, la Bretagne livrée à elle-même implora la protection de la Vierge. Ainsi, à l'initiative de Mgr. Chatton, curé de Guingamp, les habitants firent-ils le vœu d'un vitrail à Notre-Dame-de-Bon-Secours pour implorer sa protection. Plusieurs scènes composent cette œuvre. La première scène en bas montre les Bretons agenouillés en prière, implorant Notre-Dame devant le prêcheur dans sa chaire. La deuxième partie, au milieu montre la défaite de l'armée française face aux Prussiens à Sedan le 2 septembre 1870. Enfin, le troisième volet représente le miracle avec la Vierge et les évêques de Bretagne implorant Dieu.
Le vitrail le plus à l'ouest représente l'histoire du couronnement de la Vierge en septembre 1857 par le pape Pie IX (1846–1878). Il se compose lui aussi de trois volets. Le premier en bas montre le pape Pie IX à Rome remettant les couronnes des statues de la Vierge et de l'Enfant Jésus à Mgr Maupied, ancien vicaire de la paroisse. Le deuxième volet se déroule à Guingamp et montre les couronnes portées en procession par les ecclésiastiques. Enfin, le troisième volet représente le couronnement des deux statues.
Le nom de « Sainte-Jeanne » que l'on donne à ce porche, était aussi le prénom de l'épouse du bienheureux duc Charles de Blois (1319–1364). Elle s'appelait Jeanne de Penthièvre, dite Jeanne la Boiteuse, et était fille unique. En 1337, elle épouse le duc et à la mort de son oncle Jean III, elle devient l'héritière du duché breton s'étendant de Lamballe à Guingamp. C'est alors que le demi-frère de Jean III, Jean de Montfort (1294-1345), soutenu par Édouard III d'Angleterre (1312–1377), lui conteste cet héritage ce qui conduit à la guerre de succession de Bretagne en 1341. De leur côté, Jeanne de Penthièvre et Charles de Blois pouvaient se prévaloir du soutien de Philippe VI de Valois (1293–1350), roi de France et frère de Marguerite de Valois, mère de Charles de Blois.
Un an après la mort de son mari, vaincu par Jean IV de Bretagne (1345–1399), fils de Jean de Montfort (1294-1345), à la bataille d'Auray en 1364, Jeanne de Penthièvre signe le traité de Guérande le 12 avril 1365 mettant ainsi fin à la guerre de Succession de Bretagne. Par la suite, elle met tout en œuvre pour accroître l'aura de son défunt époux auprès de la population, des notables et autres croyants. Ainsi faillit-elle réussir in extremis la canonisation de Charles de Blois, au grand dam de Jean IV. Le 10 septembre 1384, elle meurt et est inhumée au couvent des Cordeliers auprès de son époux.

## La porte au Duc

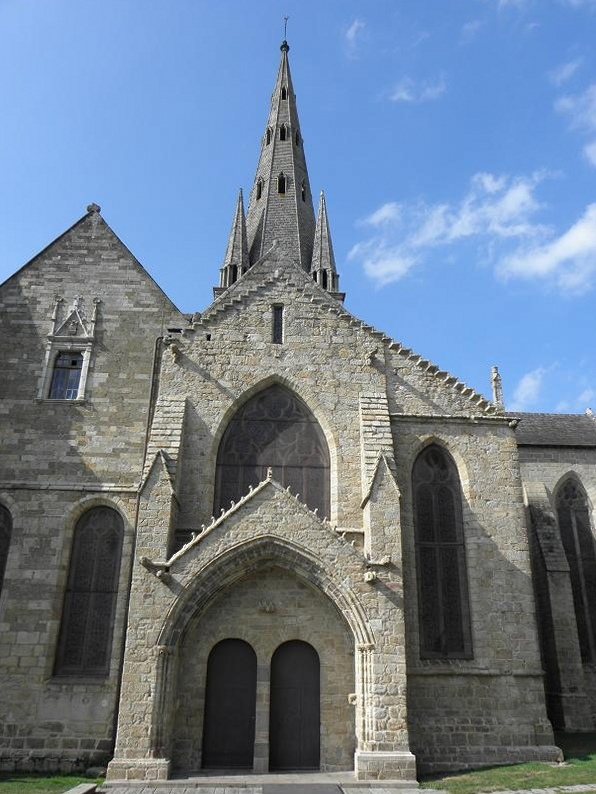
Porte au Duc et façade Sud.

La porte au Duc se situe sur la façade sud de la basilique. Elle était à l'origine réservée aux nobles du château, d'où son nom. Elle se compose de deux portillons en plein cintres avec au-dessus deux ogives brisées et moulurées qui se croisent. À droite et à gauche du portail, se situe un contrefort sculpté et plusieurs fenêtres. Huit en ogives brisées, deux autres en plein cintres. Ces deux dernières sont situées à l'ouest du portail et surmontées d'une petite fenêtre. Celle-ci est joliment coiffée d'un fronton renfermant les armes de Guingamp. 
De part et d'autre, deux pilastres couronnés de coquilles Saint-Jacques. De chaque côté, deux pilastres, leurs chapiteaux et leurs symboles (croix, losanges…) entourent ces pyramides. La porte au Duc est précédée d'un parvis en granit qui date de 1960. Quant aux vitraux de cette partie de la basilique, ils sont, eux aussi, modernes. Un événement explique ce fait. Le 7 août 1944, à la libération de Guingamp, un obus américain avait provoqué l'écroulement d'une grande partie de la tour du Centre. Les vitraux ainsi endommagés furent restaurés en 1967 par l'atelier de Sainte-Marie de Quintin. Ils représentent « la Descente de la Croix » et « la Cène ».

## La chapelle des fonts baptismaux
La chapelle des fonts baptismaux se situe au sud du portail occidental. Située à l'origine à l'endroit de la tour de l'Horloge, elle fut réaménagée en 1850 dans la première assise de la tour Ouest selon les plans de Jean Le Moal. Elle est donc de style renaissance au même titre que la tour qui la contient. Les vitraux sont de Didron et la peinture immense de son mur sud, d'Alphonse Le Hénaff. Cet artiste est aussi le peintre de l'œuvre de la chapelle Saint-Eustache de l'église Saint-Eustache de Paris et de l'abside de Saint-Godard de Rouen.
La scène représentée sur la toile de la chapelle des Fonts se déroule sur les rives asséchées du Jourdain près des montagnes de la Judée. On voit saint Jean le Baptiste versant l'eau sacrée sur la tête du Christ inclinée (le Baptême de Jésus). Derrière ce dernier, quelques hommes se prosternent et demandent le baptême. Un juif pointe la colombe, symbole de l'Esprit-Saint, et le ciel du doigt, pour annoncer l'accomplissement des prophéties. À la droite du Christ, une famille, symbolisée par une jeune femme se penchant au bras de son époux, conduit son enfant au baptême. Vous remarquerez au second plan un homme, un peu plus éclairé, qui vous regarde : il s'agit du portrait du peintre et par cela même sa signature. Le tout est surmonté d'une deuxième toile qui représente Dieu le Père assis sur un trône et pointant la scène du baptême du doigt, des anges à ses pieds.
Les fonts sont placés sur une pierre carrée de couleur noire. Dans chaque mur sont sculptées cinq figurines. À l'ouest, la première rangée de têtes représente les trois âges de la vie : la voie la plus longue vers l'éveil spirituel. Au sud, la deuxième rangée représente la sagesse : la voie la plus courte. On remarquera à l'extrémité gauche un homme les oreilles et la barbe en forme de coquille Saint-Jacques avec, sur le front, un triangle dessiné. Les deux voies sont séparées à l'angle par une sculpture représentant deux personnages : « le combat des deux natures ».
La signature des constructeurs est visible en bas du mur ouest, sous le petit banc de pierre qui entoure la chapelle. Il s'agit d'une main qui tient un triple faisceau trifolié. On peut y voir beaucoup de choses et personne n'en a, à ce jour, la signification exacte.

## La chapelle Saint-Charles de Blois
La chapelle du bienheureux Charles de Blois date du XIIIe siècle. Elle se situe à l'endroit de la tour de l'Horloge, au nord du portail occidental. Cette chapelle est la partie la plus ancienne de la basilique après les substructions romanes.
Au pied des visiteurs, deux plaques indiquent l'endroit du tombeau des chanoines Yves-Marie Lemen (curé de Guingamp de 1919 à 1940) et Pierre Le Maigat (curé de Guingamp de 1950 à 1964). Un beau vitrail sur une fenêtre à lancette éclaire l'endroit. Deux armoiries y figurent dont celles de Châtillon de France, hommage à la famille du duc Charles de Châtillon-Blois. On notera cependant que le corps de Charles de Blois ne se trouve pas dans cette chapelle.
Durant son règne de 1341–1364, le duc de Bretagne, Charles de Blois, fit beaucoup pour le rayonnement de son duché et tenta, sans succès, de défendre l'héritage des Penthièvres face à son ennemi Jean de Montfort (1294-1345), marquant ainsi les mémoires lors de la guerre de Succession de Bretagne (1341–1364). Il fit beaucoup pour la prospérité des couvents guingampais et notamment ceux des frères franciscains : les cordeliers. La basilique Notre-Dame-de-Bon-Secours quant à elle fut aussi protégée et couverte de dons. Il y contribua entre autres, à l'édification de la sacristie dont il posa la première pierre, et à l'édification du grand autel. Lorsque Charles de Blois fut tué durant la bataille d'Auray en 1364, on l'inhuma selon ses volontés, au couvent des Cordeliers, « la chapelle des Penthièvres », qu'il tenait en très grande estime.
On notera que l'emploi du terme « Saint » pour qualifier Charles de Blois fut pendant longtemps un hommage populaire à la bonté et à l'aura du personnage avant de devenir une réalité historique. En effet, un procès en canonisation du duc se tint le 9 septembre 1371, après de nombreux cas de miracles autour de sa tombe et une ferveur populaire en croissante exponentielle. Cela donna lieu à une sévère bataille diplomatique entre Jean IV Le Vaillant (1339–1399) qui voulait étouffer la popularité posthume de son ennemi et Jeanne de Penthièvre, épouse de Charles, qui y trouvait, quant à elle, grand intérêt pour la reconquête de son duché et sa vengeance personnelle. Le procès se déroula à Angers, dans l'église des frères mineurs, pour éviter les obstructions de Jean IV. Mais en dernier lieu, devant le conflit franco-anglais que cette canonisation risquait de raviver, le pape Grégoire XI (pape de 1370 à 1378) décida, revenant in extremis sur sa décision, de ne pas canoniser Charles de Blois. L'histoire aurait donc pu en rester là sans l'action courageuse, à la fin du XIXe siècle, d'un moine de l'abbaye poitevine de Ligugé : dom Plaine. Ce dernier réussit à faire rouvrir le procès en canonisation du défunt duc. Ainsi, les travaux commencés en 1892, aboutirent-ils, le 14 décembre 1904, à un décret du pape Pie X (pape de 1903 à 1914) béatifiant Charles de Blois.

## La chapelle de la Vierge

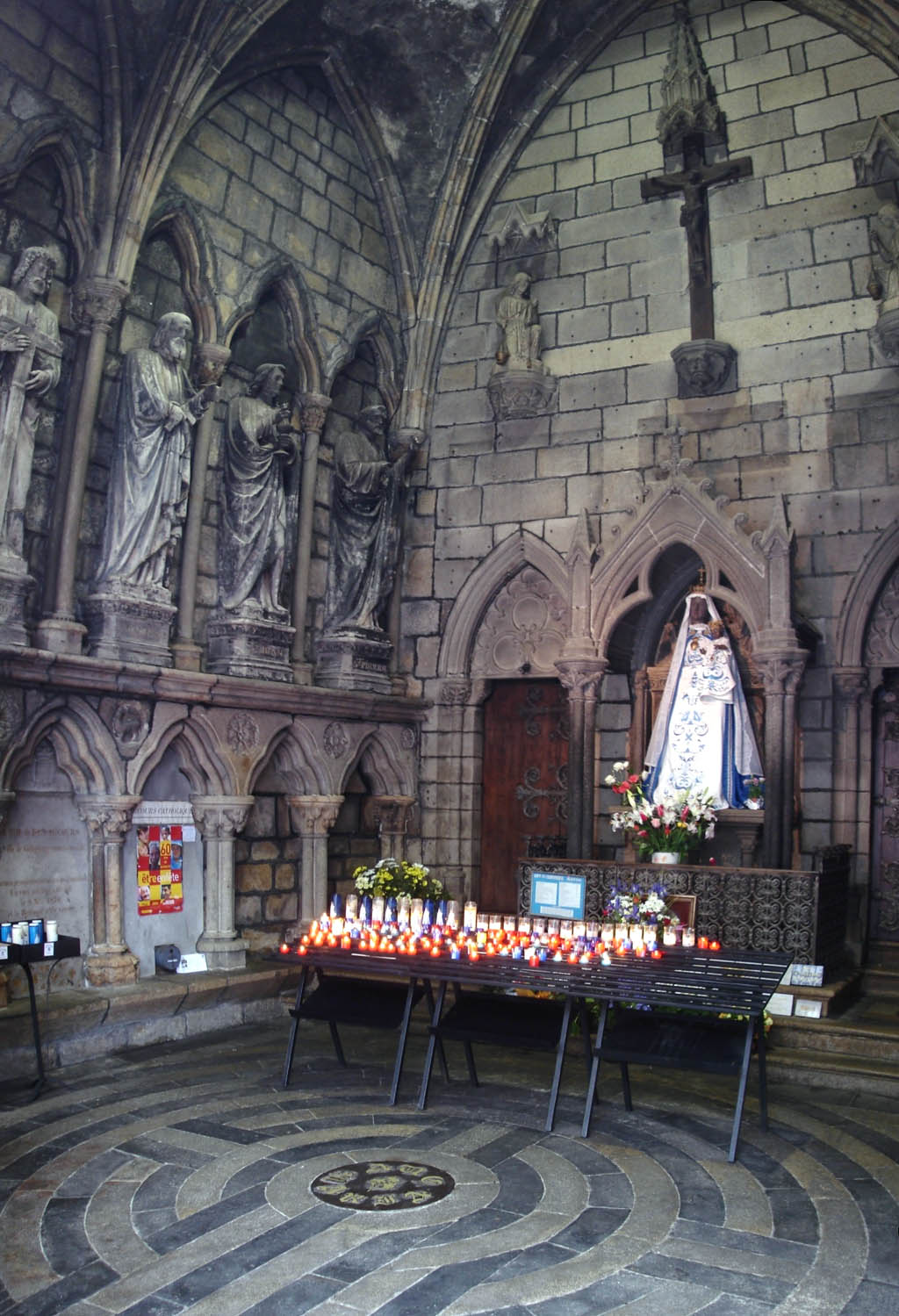
Intérieur de la chapelle de la Vierge.

La chapelle de la Vierge Marie se situe au nord de la basilique. Elle se compose d'un portail en fer forgé qui est divisé en deux par un pilier central. Ce porche nous mène à la chapelle Notre-Dame. Il est surmonté d'un vitrail composé d'une rose à six lobes et de deux cercles quadrilobés. Il est l'œuvre d'Adolphe Napoléon Didron et date de 1857. En regardant les vitraux de l'intérieur de cette chapelle, on voit mieux les motifs qui y sont dessinés. Au-dessus du pilier central du porche, on distingue un petit vitrail contenant un N, un D et un A cerclé de jaune : les initiales de Notre-Dame et celles du maître verrier sans doute. À droite et à gauche de celui-ci, des quadrilobes, dont chacun contient un triangle rouge, entourent deux anges qui sembleraient identiques si l'un n'était vêtu de bleu et l'autre de violet. Au-dessus, la rosace représente le couronnement de la statue de la Vierge et de l'Enfant Jésus, cerclé des armes de la Bretagne, tandis que quatre des lobes de la rosace représentent la vie de la Vierge Marie. Enfin, les deux autres lobes contiennent deux armoiries dont l'une représente les clefs et la couronne papale, hommage à Pie IX (pape de 1846 à 1878). En effet, c'est après une demande de Mgr Jean-Marie Robin auprès de Rome que Pie IX accorde le 16 mai 1857 les honneurs du couronnement à la Vierge noire de Notre-Dame et à l'Enfant Jésus. Il faut attendre le 8 septembre 1857 pour que la cérémonie officielle ait lieu devant une foule immense.
En 1650, devant la ferveur populaire déclenchée par la création d’un grand pèlerinage régional organisé autour de l'église Notre-Dame et de sa Vierge Noire, lançant ainsi le culte de Notre-Dame-de-Bon-Secours, des travaux d'agrandissement et d'embellissement de l'oratoire durent être envisagés. C'est pourquoi le retable en tuffeau auquel est adossée la Sainte aujourd'hui, œuvre du sculpteur Olivier Martinet, date de 1670. C'est aussi pourquoi, les entrepreneurs Alain Labat et Guillaume Le Fol réalisèrent l'avancement du portail de 4 mètres, en 1672.
À l'intérieur, la statue de la Vierge en bois polychrome, que l'on dit provenir de Marseille, porte l'Enfant Jésus. La statue de procession de la Vierge se situe, quant à elle, à l'intérieur de la basilique. Les couronnes posées en 1857 ont été réalisées en 1855 par l'orfèvre Hippolyte-Paul Desury (1835–1894). L'autel actuel et son baldaquin sont en granit de Kersanton et datent de 1854. Au-dessus de l'autel, le piédestal de la Vierge, sur lequel elle ne se trouve plus, représente un visage d'homme. De chaque côté, surmontant le baldaquin, des anges en pierre de Caen brûlent des parfums. Enfin, de chaque côté de la Vierge, deux portes en chêne du XIVe siècle permettent d'accéder à l'église.
Au pied des visiteurs, le labyrinthe en granit bicolore intrigue. Il date de 1854 et représente le chemin difficile qui doit mener tout homme et toute femme vers l'accomplissement de sa quête intérieure : la voie qui les mène vers l'éveil spirituel. En son centre, en lettres jaunes, on peut lire les inscriptions : « ave maria ». Un coffre du XVe siècle présent autrefois au pied de l'autel participait aussi à cette symbolique. Il représentait le trésor intérieur et contenait aussi « le trésor » de Notre-Dame pillé à la révolution. Aujourd'hui transformé en tronc, le coffre se situe à côté de la porte d'accès de l'escalier de la Tour Plate.
Sur les flancs du porche, on contemple douze niches contenant les immenses statues des Douze Apôtres sculptées par le briochin M. Ogé entre 1854 et 1860 (à l'Ouest : saint Paul, saint Jacques le Majeur, saint André, saint Matthieu, Saint Simon, Saint Jude - À l'Est : Saint Pierre, Saint Jean, saint Thomas, saint Philippe, saint Jacques le Mineur, saint Barthélemy). Au pied de ces sculptures, des motifs symboliques sont inscrits dans la pierre à l'intérieur de cercles. 
Sur le mur de l'est, on aperçoit une plaque en mémoire des anciens combattants de la guerre franco-prussienne de 1870 : « A.N.D. de Bon Secours la ville de Guingamp reconnaissante. L'armée prussienne menaçant nos frontières, un vœu solennel a été fait le 8 Xbre 1870 ; et la Bretagne a été sauvée ». Cette plaque nous rappelle qu'à la chute du Second Empire de Napoléon III (1808–1873), en 1870, et devant l'avancée des troupes prussiennes, la Bretagne livrée à elle-même implora la protection de la Vierge. Ainsi, à l'initiative de Mgr Chatton, curé de Guingamp, les habitants firent-ils le vœu d'un vitrail à Notre-Dame-de-Bon-Secours pour implorer sa protection. Sur le mur de l'ouest, trois autres plaques nous renseignent un peu plus sur l'histoire de la basilique. La première porte l'inscription suivante : 
« A.N.D de Bon-Secours les habitants de Guingamp pour la grâce insigne de la Mission de 1892. priorem misericordiam posteriore superasti (Luth III-10) ». 
Sur la deuxième plaque on peut lire « Reconnaissance N.D. de Bon-Secours Xbre 1889 ». Enfin, sur la troisième plaque le message inscrit est le suivant : « Reconnaissance à la Sainte-Vierge et à Saint-Joseph Mars 1869 ».
Sur le mur entre les deux portes de la chapelle, à l'intérieur de l'église, une grande plaque rappelle que l'église Notre-Dame-de-Bon-Secours fut élevée au rang de basilique mineure par une bulle du pape Léon XIII (pape de 1878 à 1903). Elle se compose d'une inscription en latin qui lui rend hommage et l'on peut voir au-dessus les armoiries de ce dernier. Elles sont accompagnées de celles de Mgr Pierre Marie Frédéric Fallières évêque de Saint-Brieuc et de Tréguier à l'époque. Cette plaque contient aussi les armes de Guingamp, de la Bretagne, de la famille Châtillon de France et du couple ducal ; Pierre II de Bretagne et Françoise d'Amboise. 
On notera ici, que ce n'est pas le blason de Châtillon de Bretagne qui est représenté mais bien celui de Châtillon de France, hommage à Charles de Blois-Châtillon. Ce dernier emblème est aussi visible sur le vitrail de la chapelle de « Saint » Charles de Blois, au nord-ouest de la basilique. Si l'on revient au panneau des armoiries, on remarquera, qu'il est entouré de trois cordelettes et accompagné d'une inscription latine indiquant : « un triple lien est difficile à rompre ». Il s'agit du symbole et de la devise de la Frairie Blanche. D'abord confrérie des disciples de Notre-Seigneur-Jésus-Christ, elle prend son nom de « Frairie » en 1466. Cette assemblée est, à ses débuts, un groupe fraternel de Guingampais des trois ordres : le clergé, la noblesse et le peuple. Elle deviendra par la suite une assemblée de bourgeois et de notables avant de retrouver sa pitié initiale.
Pour terminer, rappelons que le porche Notre-Dame et la chapelle connurent bien des aléas au cours de leur histoire. Pendant la révolution, vers 1792, le porche fut transformé en corps de garde. Selon les propos tenus en 1846 par un chanoine nommé Kermoalquin, une crypte existant sous la chapelle actuelle et portant le nom de Notre-Dame-Sous-Terre fut détruite : 
« autrefois, un des objets de la vénération des pèlerins était une crypte creusée sous la chapelle actuelle et portant le nom de Notre-Dame-Sous-Terre. Cette crypte a été détruite en 1792 et couverte d'un revêtement de dalles ». 
La statue de la Vierge, elle-même, fut mutilée pendant cette période. C'est bien plus tard que l'homme qui emporta la tête finit par se confesser à l'abbé Lagain en 1805 et la restitua. Le buste de la statue, quant à lui, fut retrouvé un peu plus tard et en 1854, la statue de l'Enfant Jésus fut découverte, après quelques soucis d'identification, dans une autre partie de l'église. Fin glorieuse, le 8 septembre 1857, sur décision de Rome, l'évêque de Saint-Brieuc, assisté de quatre prélats, devant six cents ecclésiastiques et une foule immense de plus de 20 000 personnes, couronna d'or la statue de la Vierge Noire et de l'Enfant Jésus de Notre-Dame-de-Bon-Secours.

## La chapelle des Défunts
La chapelle des Défunts, jadis chapelle de la Trinité ou chapelle de Saint-Denis, se situe sur le bas-côté nord de la basilique. Elle se compose d'un autel en granit de Kersanton dessiné par Darcel et sculpté par Hernot. Toute l'ornementation ainsi que les dessins du carrelage sont quadrilobés. Trois marches de marbre noir permettent d'accéder à l'autel et sur l'une d'elles, une inscription au sol précise : « Labbe à St-Brieuc ». Sur le mur de cette chapelle se trouve la statue de sainte Jeanne surmontée de l'inscription : « Sainte-Jeanne - Protège les enfants du monde ». En dessous de la statue, un tabernacle est orné de l'image d'un pélican. Ce dernier déploie ses ailes nourrissant ses fils de son sang et de ses entrailles ; c'est le symbole de l'amour paternel. 
Inauguré le 8 septembre 1857, l'autel de la chapelle des Défunts remplace une grande machine en bois doré qui avait elle-même remplacé un autre autel : l'autel de Gouicquet. Ce dernier fut concédé en août 1507 à Bertrand Gouicquet et son épouse Isabelle Chéro en récompense de leur bonté. L'autel de Gouicquet était orné d'une grande statue représentant le très controversé Rolland Gouicquet, défenseur assuré de la cause bretonne face à Charles VIII (1483–1498), roi qui voulait annexer le duché breton à la France. La légende donne à Gouicquet le titre de « Sauveur de Guingamp ». Une description de cette sculpture indique que la statue mesurait un mètre trente cinq et représentait le héros vêtu de son armure, tenant son épée de la main droite et son fourreau de l'autre. Concernant encore l'ornementation de cette chapelle, on put admirer jadis, au-dessus de l'autel, une toile immense d'Alphonse Le Hénaff. Aujourd'hui disparue, cette peinture représentait la scène du réveil des morts dans la vallée du roi Josaphat. Sur le côté nord enfin, il ne reste que quelques fragments du vitrail de la grande baie. Il représentait semble-t-il, la « Passion du Christ ». Une vitre en verre blanc, au-dessus du porche Sainte-Jeanne, contenait les armes du duc Charles de Blois et les deux vitres à côté portaient l'une le nom de vitre de Saint-Loup et l'autre le nom de vitre de Sainte-Suzanne.

## La chapelle Saint-Jacques
La chapelle Saint-Jacques se situe près de la porte au Duc sur le bas-côté sud de la basilique. Ce fut, jusqu'en 1621, l'endroit où se réunissait la communauté de ville. 
Cet endroit de la basilique est dédié à la spiritualité et fut jadis le siège de la confrérie des Cordonniers. La signature de cette fraternité, en forme de corde, est toujours visible sous un mascaron dont le papyrus porte le message suivant : « quid quid agas sapienter agas et respice finem » - « tout ce que tu fais, fais-le avec sagesse et pense au but à atteindre. »
Les Cordeliers ont beaucoup compté dans l'histoire de la ville de Guingamp. Établis le 4 octobre 1283 grâce à la protection du duc Jean II (1239–1305), ils prospèrent sous le règne de Charles de Blois (duc de 1341 à 1364) qui les tient en très grande affection. Ils constituent une communauté de moines dits mineurs ou franciscains ne vivant que de quêtes et de dons et qui acquièrent bien vite popularité et influence auprès du peuple, des bourgeois et des notables. De Guingamp, ils s'installent à Grâces en 1581 à la suite de l'incendie de leur couvent lors des guerres de la Ligue.
Au-dessous, du phylactère des Cordeliers, une plaque rend hommage au chanoine G. Thomas avec ces mots : « Souvenez-vous dans vos prières du chanoine G. Thomas curé-archiprêtre de Guingamp 1941.1960 ». Au-dessus du phylactère, se trouve la très belle statuette de saint Jacques avec le bourdon à la main droite, le visage tourné vers la lumière divine, vers l'Orient. Saint Jacques dit Jacques le Majeur est un des douze apôtres du Christ. Il est le frère de Saint Jean l'Évangéliste et fut martyr en l'an 44. La statue le représente coiffé d'un chapeau orné d'une coquille Saint-Jacques, vêtu de son habit de pèlerin, à la recherche de Dieu.
À l'ouest, le majestueux orgue de la basilique, domine les visiteurs. Au cours de son histoire, il connaît plusieurs restaurations. En 1640, la communauté de ville souhaite remplacer l'instrument devenu vétuste par un autre plus complet et volumineux, nécessitant la confection d'un nouveau buffet. L'inauguration a lieu le 13 août 1647.
En 1865, comme le laisse entendre une inscription sur le mur auquel il est adossé, l'orgue de Notre-Dame, est restauré, complété et transféré du bas-côté nord de la basilique vers la chapelle Saint-Jacques. « Ces orgues construites par M. Loret, facteur d'orgues à Termonde (Belgique), ont été reçues par la fabrique le 15 février 1865. M.M. Robin : chanoine curé-doyen de Botmilian Président, Le Jolly, Trésorier, Le Calvez, Maire. Le Buffet est en partie celui qui fut fait en 1646. Il a été restauré et complété sous la direction et d'après les plans de M. S. Ropartz secrétaire de la fabrique par J. Belon, menuisier, P. Ogé sculpteur et J.M. Fovanis, serrurier ». 
Bien plus tard, dans les années 1970, l'orgue devenu muet, la ville de Guingamp entreprend une restauration complète avec le concours du ministère des Affaires culturelles et celui de la paroisse. Après les travaux de l'entreprise Renaud de Nantes qui procède à la restauration en juillet 1974, l'instrument retrouve sa place au début de l'année 1975. Le nouvel orgue comporte aujourd'hui 39 jeux tous réunis (Grand orgue : 12 jeux - Positif : 9 jeux - Pédale : 7 jeux - Récit expressif : 11 jeux), répartis sur trois claviers manuels de 56 notes et un pédalier de 32 notes.
Pour terminer la description de la chapelle Saint-Jacques, on notera que la porte au Duc est surmontée de vitraux modernes du XXe siècle. En effet, le 7 août 1944, à la libération de Guingamp, un obus américain provoqua l'écroulement d'une grande partie de la tour du Centre. Les vitraux, ainsi endommagés, furent restaurés en 1967 par l'atelier de Sainte-Marie de Quintin. Ils représentent « la Descente de la Croix » et « la Cène ».

## La chapelle de la Trésorerie
La chapelle de la Trésorerie se situe tout de suite au sud de la Porte au Duc sur le bas-côté sud de la basilique. Elle contient le tombeau de Mgr Pierre Morel. Originaire d'une famille de bourgeois guingampais, cet ecclésiastique fut archidiacre de Tréguier de 1385 au 3 mai 1401, date de son décès, et fut inhumé dans la basilique le même mois. 
Sous son épiscopat, il contribua à l'achèvement de l'édification de la cathédrale de Tréguier dont la construction entreprise en 1328 avait été interrompue par la guerre de Succession de Bretagne (1341–1365). Il fut aussi l'artisan d'un gigantesque chantier naval et militaire et, étant très érudit, il constitua une riche bibliothèque pour le couvent des Cordeliers de Guingamp et une autre pour la basilique Notre-Dame-de-Bon-Secours. 
L'enfeu fut endommagé à la Révolution française. Il montre Pierre Morel vêtu de ses ornements pontificaux. Au fond, on distingue saint Tugdual, l'un des Sept saints fondateurs de la Bretagne et constituant du sceau de Mgr Morel. Deux femmes présentent le prélat agenouillé devant la Vierge et l'Enfant Jésus. À la clef de voûte, on discerne à peine son écusson avec armes d'argent et léopard de gueules.
Enfin, concernant cette chapelle de la Trésorerie, on admirera le superbe plafond en lambris arrondis et sculptés à la retombée des arcs. Au-dessus, se trouve une secrétairerie édifiée en 1570 et voisine de la salle de la communauté de ville qui date, elle, du début du XVIIe siècle.

## La chapelle du Saint-Sacrement
La chapelle du Saint-Sacrement se situe dans la partie est du bas-côté sud de la basilique. Autrefois dénommée chapelle de la Vierge, elle fut garnie en 1860 d'un autel en marbre blanc. Plus tard, à la libération de Guingamp, celui-ci fut détruit par la chute d'une grande partie de la tour du Centre, le 7 août 1944, à la suite de l'explosion d'un obus américain.
Une fois la chapelle restaurée, on y aménagea un oratoire du Saint-Sacrement composé d'un enfeu en ogive brisée garnit d'un tabernacle mérovingien. Cette petite relique conserve les hosties consacrées : les Saintes Espèces. En son centre est représenté l'Agneau mystique et la croix, symbole du sacrifice eucharistique et rédempteur de Jésus-Christ.

## La nef

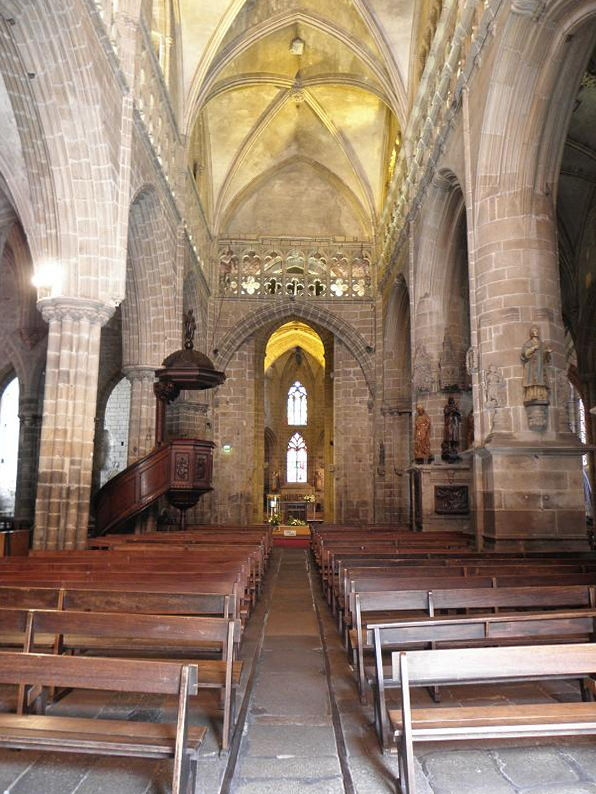
La nef.

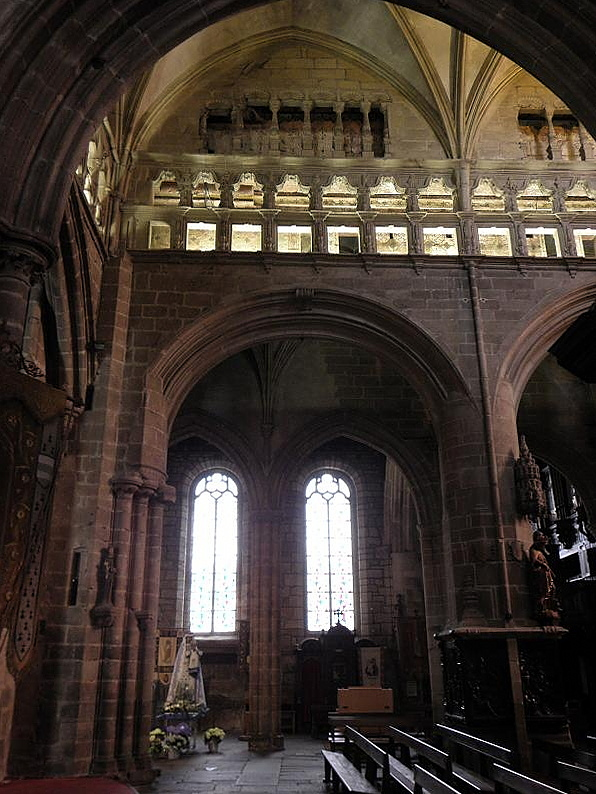
Élévation Nord gothique.

Le nord de la nef est la partie gothique du XIIIe siècle tandis que le sud correspond à la partie Renaissance XVe et XVIe siècles. Le côté nord est mouluré et se compose de quatre travées aux arcades en arcs brisés, portées par un faisceaux de huit colonnettes surmontées de chapiteaux à collerettes de feuillage. Le triforium est composé de rectangles allongés constitués de plusieurs baies aux motifs trilobés pour la partie haute et rosacés pour la partie basse.
Le côté sud est composé de quatre travées aux arcades en arcs brisés et moulurées, supportées par des piliers massifs par opposition aux faisceaux de colonnettes de la partie nord. Ces piliers sont cylindriques et reposent sur une base carrée. De ce côté, le triforium est typiquement renaissance. Chaque élément est coupé en son milieu par une balustrade posée sur des colonnettes cannelées. Tout en haut, une coursive aveugle, aux piliers finement sculptés, supporte un bandeau de coquilles Saint-Jacques.
De ce côté si de la grande nef, au sud, s'observent aussi de nombreux motifs et sculptures. Sur le premier pilier renaissance par exemple, est posée la statue de Saint Pierre tenant les clefs, symboles du pouvoir spirituel du Saint-Siège. Sur le troisième pilier sud se situe aussi la très belle statuette de Saint Léonard, patron des prisonniers, le visage tourné vers le sud-ouest, et non vers l'est, entourée de quatre autres statuettes qui personnifient les quatre vertus cardinales : la prudence, la force, la tempérance et la justice. 
Sur ce même pilier et sur un autre un peu plus loin on remarque la signature des Cordeliers en forme de corde. Encore plus loin, sur le gros pilier sud-ouest de la croisée du transept, trois statues dominent les visiteurs : Jeanne d’Arc, sainte Maguerite et sainte Catherine. En-dessous, on remarquera de superbes panneaux de bois sur chaque côté de la base du pilier. Ils sont l'œuvre du sculpteur Le Goff et datent de 1918. À l'ouest, la scène représente Jeanne d'Arc écoutant ses voix, au sud, L'Entrée triomphale à Orléans et à l'est, Le Sacre de Charles VII. 
Enfin, le panneau du nord, divisé en deux parties, montre d'une part Le Supplice de Jeanne d'Arc et de l'autre L'Apothéose. Sur ce dernier, on distingue l'emblème de la Pucelle qui aida le roi Charles VII (1403–1461) à monter sur le trône. Le blason est un peu modifié par rapport à l'original puisque la couronne royale surmonte ici l'épée et les fleurs de lys.
Enfin, concernant la partie centrale de la grande nef, on notera que les voûtes étaient en lambris jusqu'en 1865 avant d'être refaites en calcaire de Caen. La chaire en bois date, quant à elle, du XIXe siècle.

## La croisée du transept

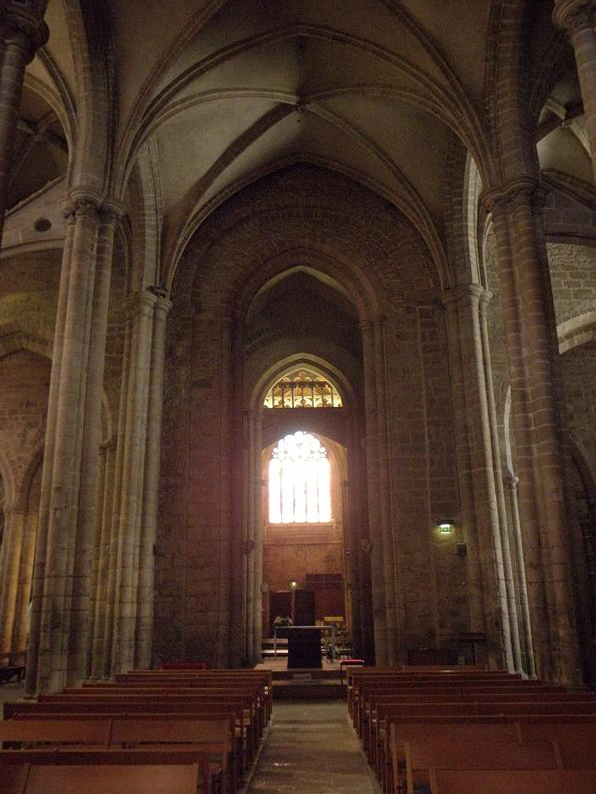
L'arcade de la croisée.

De l'édifice roman primitif du XIIe siècle, on devine les arcades romanes en plein cintres sous la maçonnerie qui les enrobe. Les anciens piliers romans se retrouvent prisonniers dans les nouveaux supports rectangulaires à colonnes engagées dans les quatre directions, renforcement nécessité par l'érection de la nouvelle tour de croisée surmontée d'une haute flèche. Ceux de l'ouest contiennent en plus, un escalier permettant l'accès aux voûtes et aux triforiums. Le mur de rejoint à l'arc brisé est creusé d'un triforium de liaison.
La croisée du transept est marquée par le symbolisme avec de nombreuses et énigmatiques têtes expressives ressortant des piliers : un homme pensif, une tête de femme dubitative, une tête de bélier…

## Le chœur

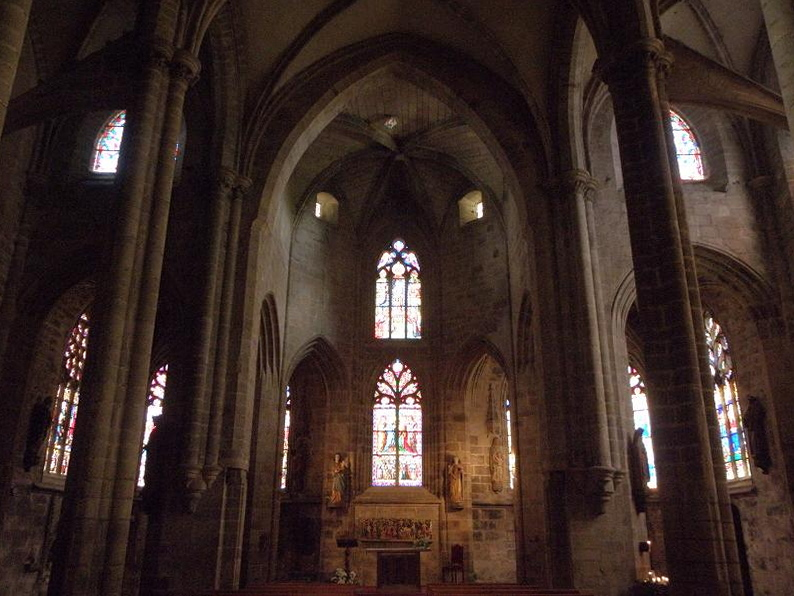
Le chœur.

Le chœur de la basilique Notre-Dame-de-Bon-Secours est entouré de quatre gros piliers offrant chacun aux regards des visiteurs avertis, des têtes de personnages énigmatiques. Autrefois, cette partie de l’église contenait un enfeu sous forme de tombe armoirisée de la famille Le Brun avec au-dessus une pyramide en pierre. Une plaque de marbre avec une corniche de bois portait une inscription qui indiquait que Jacques Le Brun avait été gouverneur de Notre-Dame-de-Bon-Secours en 1656. Aujourd'hui, on est surpris par une petite statue au détour du pilier sud-ouest représentant un jeune homme vêtu d'une robe de bure, tenant une fleur de lys à la main droite et s'appuyant sur ce qui ressemble à une hache : c'est Saint Joseph.
Au XVe siècle fut édifié en la basilique Notre-Dame-de-Bon-Secours, le chevet et son déambulatoire. Les piliers du XIIIe siècle se trouvant trop minces pour supporter la voûte du chœur et ses bas-côtés, quatre arcs-boutants furent ajoutés. Ils s'appuient sur les piliers en-dessous du chapiteau et sur les murs des bas-côtés, rajoutant ainsi à la majesté de l'église.
Sous l'ancien chœur, proche du deuxième pilier, se trouve un caveau qui renferme les corps de personnages célèbres. À l'origine, ces derniers furent inhumés dans la chapelle des Cordeliers. Cependant, après l'incendie de ce couvent lors des guerres de la Ligue en Bretagne, leurs corps furent transférés en Notre-Dame à l'initiative de madame de Martigues veuve de Sébastien du Luxembourg. Voici une liste non exhaustive des personnes inhumées sous le chœur de Notre-Dame :
– Jean des Brosses, gouverneur de Bretagne, mort en 1565 ;
– dame Martigues, son épouse, morte en 1613 ;
– Sébastien du Luxembourg, duc de Penthièvre, gouverneur de Bretagne, mort en 1569 ;
– sa fille Marie.
Enfin, on rappellera une généalogie qui, malgré sa complexité, permet de mieux comprendre l'origine de ces personnages : Sébastien du Luxembourg était le fils de Jean des Brosses, lui-même arrière-petit-fils de Nicole de Blois, elle-même fille de Charles de Bretagne, sire d'Avaugour, et petite fille de Marguerite de Clisson. Marguerite de Clisson était quant à elle l’épouse de Jean de Blois, fils de Charles de Blois.
Sébastien du Luxembourg, vicomte de Martigues, était un soldat de valeur qui fut tué au siège de Saint-Jean-d'Angély, le 30 novembre 1569. Sa fille Marie se maria à Philippe-Emmanuel de Lorraine, duc de Mercœur et de Penthièvre (1558–1602), nommé gouverneur de Bretagne en 1582.

## Le déambulatoire
Au niveau du déambulatoire, les remplages des fenêtres sont de style flamboyant. Cette forme particulière du gothique affectionne les lancéolés imitant des flammes et succède au gothique rayonnant. Les feuillages sculptés des chapiteaux, les culots à corolles des retombées et d'anciennes statues s'offrent aussi au regard des visiteurs.
Au nord se trouvent deux enfeus. Le premier, le plus à l'ouest, est celui de Mgr Galerne, curé de Guingamp de 1871 à 1882. Sur son tombeau est posée une sculpture en bois qui recouvre son épitaphe. Le deuxième enfeu est celui de Mgr Jean-Marie Robin ancien curé-doyen de Guingamp. Cet ecclésiastique demanda avec succès, vers le milieu du XIXe siècle, les honneurs du couronnement de la Vierge noire de Guingamp. Il participa aussi à de grands travaux de restauration à l'intérieur de la basilique. Sur labbe de marbre on peut lire une inscription latine qui nous renseigne sur sa personne : 
« Ici gît extrêmement vénéré, messire Jean-Marie Robin, doyen de cette église et chanoine du diocèse de Saint-Brieuc et Tréguier, vicaire général. Pendant 20 ans il gouverna cette paroisse avec la plus grande douceur. Il mourut le 24 décembre de l'an du Seigneur 1865 âgé de 70 ans. »
J.-M. Robin est représenté muni de ses vêtements sacerdotaux, la tête appuyée sur un coussin. De chaque côté, des anges veillent. Celui du chevet déroule un parchemin qui contient quelques mots : « Defuntus adhuc loquitir » - « le défunt parle encore. »
Proche du chœur, au sud, un mémorial rend hommage aux combattants de la Première Guerre mondiale. À côté, on peut admirer un enfeu. C'est celui de Rolland de Coatgourheden, sénéchal de Charles de Blois et seigneur de Locmaria. Une inscription pratiquement illisible indique ceci : « Rolland de Coatgourheden. Chevalier. Seigneur. De. Locmaria. Sénéchal. Du. Duc. Charles. De. Blois. » Le sénéchal est revêtu de son armure, étendu et les mains jointes. Sa tête est soutenue par deux anges. À ses pieds est assis un lion et sur le côté gauche deux autres anges veillent. Au fond, le duc Charles de Blois présente à Notre-Dame et l'Enfant Jésus, Rolland de Coatgourheden agenouillé. Les armoiries du sénéchal sont visibles sur la droite : gueules à la croix engrêlées d'argent. Partout autour, sont dessinés les écussons aux armes des De Coatgourheden. Sur la gauche, Charles de Blois porte sa couronne de Duc tandis que sur la droite figure une inscription latine signifiant : « dans la croix espérance et force ».
L'enfeu dégage une impression de sérénité et de respect avec ses arcades et ses broderies de pierre sculptées. On notera qu'à l'extérieur, sur la partie inférieure, des statuettes ressortent de la pierre avec de chaque côté l'écusson des Du Parc de Locmaria, héritiers des Coatgourheden. Enfin, on pourra ajouter avec prudence que certaines sources laisseraient penser qu'il ne s'agit pas vraiment ici du tombeau du sénéchal Rolland de Coatgourheden, mais plutôt de celui de son neveu.
Plus sérieusement, on remarquera au niveau du mur sud du déambulatoire, trois magnifiques vitraux. Ils sont l'œuvre du maître verrier Fialeix et les cartons qui ont fait l'objet d'un concours sont du cartonnier Auguste Ledoux (archives de la manufacture de vitraux Fialeix  de Mayet 72360- article 520/ AD72. Recherches VITRAUX-FIALEIX) Ils datent de 1863. Ils représentent successivement : une évocation de deux ordres déviants, les pharisiens et les protestants, le couronnement de la Vierge par Jésus et la Charité.

## L'abside

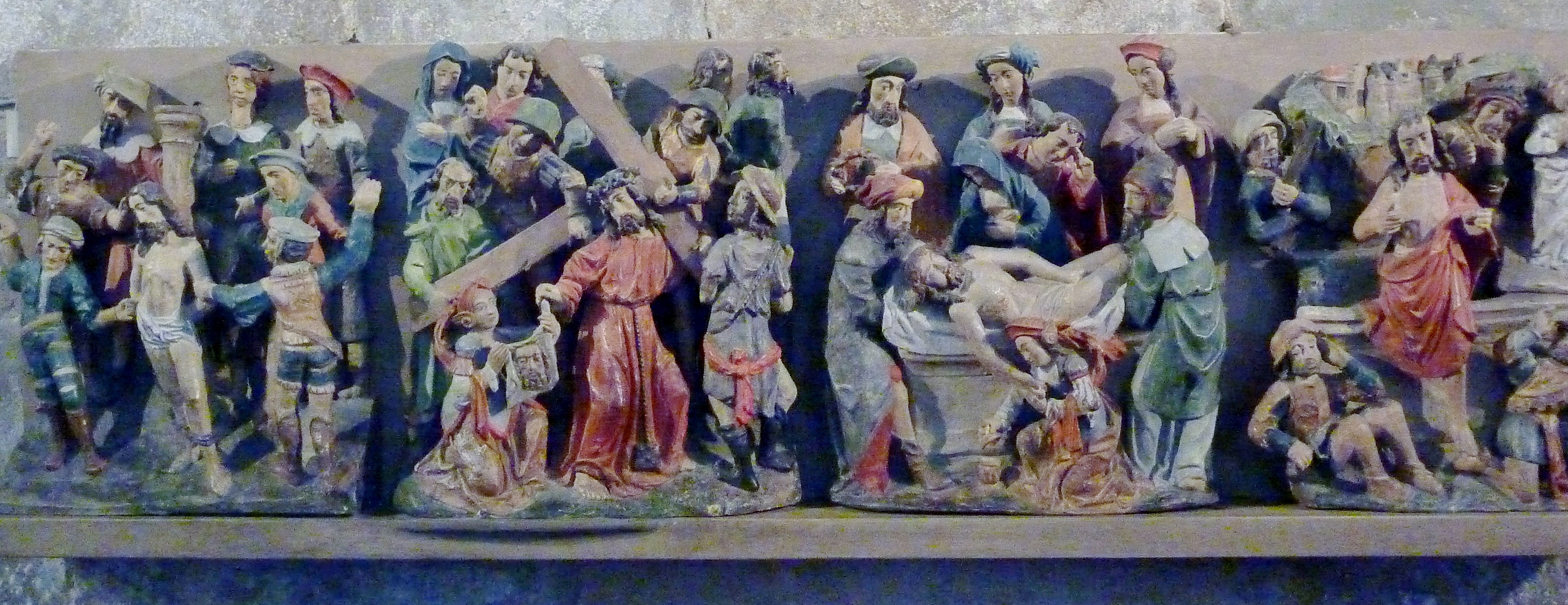
Bas-relief en bois polychrome qui représente des scènes de la Passion du Christ.

L'abside de la basilique Notre-Dame-de-Bon-Secours date du XVe siècle. Elle était dotée à l'origine de trois petits autels dédiés à saint Jean-Baptiste (absidiole nord), Notre-Dame de Pitié (centre) et saint Joseph (absidiole sud). Elle est ornée aujourd'hui d'un bas-relief en bois polychrome qui représente des scènes de la « Passion du Christ ». Il provient de l'ancienne chapelle de Pors An Quen, détruite en 1900.
De part et d'autre du maître d'autel, on peut admirer deux statues. L'une d'elles représente la Vierge de l'Annonciation tenant une bible et levant la main gauche. Située jadis sur le pilier central du portail Sainte-Jeanne, elle fut restaurée par les Beaux-Arts au XXe siècle et placée à l'intérieur de l'église. À cet endroit, elle est accompagnée d'une autre statue, elle-même restaurée par les Beaux-Arts et représentant un ange tenant un parchemin sans inscription. Cette dernière était située sur le pilier du portail ouest. Les deux sculptures en bois forment le groupe de la Visitation. Ce ne sont cependant pas les seules statuettes présentes dans cette partie de la basilique.
Dans l'absidiole nord, on note la présence de quatre statuettes : sainte Élisabeth, un ange tenant une épée, saint Jean et saint Joachim. Ces derniers entourent un parasol formé de bandes rouges et jaunes représentant le droit de pavillon et une petite clochette surmontée d’un beffroi de bois sculpté portant les armes de la basilique : symbole du droit de Beffroi. Ces deux privilèges furent accordés à l'église Notre-Dame-de-Bon-Secours le 24 octobre 1899 après qu'une bulle papale de Léon XIII eut élevé l'église au rang de basilique mineure. On notera que le beffroi est celui d'origine tandis que le parasol fut restauré en 2000, cent ans après l'officialisation des privilèges, en 1900. Enfin, dans l'absidiole sud, on peut admirer les statuettes de saint Gabriel, saint Bernard, une statue portant l'inscription « patron des ouvriers » (saint Joseph) et une statue portant l'inscription « Le modèle des mères ».
À l'origine plat, le chevet fut entre 1462 et 1484, remplacé par l'abside polygonale actuelle, après une donation du recteur de Tréveneuc : dom Jehan Le Croez. À partir de 1846, un travail de restauration quasi complet fut mené dans la basilique endommagée par le tumulte de la Révolution. Il se déroula sur une trentaine d'années sous l'action de Mgr Jean-Marie Robin et de Mgr Le Goff. C'est pourquoi les huit vitraux de cette partie de la basilique datent de cette époque. Ils sont l'œuvre de Didron pour le haut de la maîtresse vitre, l'œuvre du maître verrier Fialeix de Mayet 72360 pour le vitrail du mur sud de l'absidiole sud et l'œuvre des ateliers parisiens Laurent Gzell pour le reste. Chacun d'entre eux contient les armes et les devises des familles nobles de l'ancien régime généreuses donatrices de ces vitraux. 
Ceux de l'absidiole nord représentent successivement : la présentation de Marie au Temple de Jérusalem, la vie de saint Jean Baptiste et la Nativité. Ce dernier comporte aussi un hommage à l'ordre des frères mineurs par la représentation de saint François d'Assise, fondateur de l'ordre.
Le vitrail du haut de l'abside est une reproduction partielle d'un vitrail de Pierre du Moulin du XVe siècle et date de 1860. Il représente le duc François II de Bretagne (1435–1488) avec sa deuxième épouse Marguerite de Foix (1449–1486) et leurs deux enfants Anne de Bretagne (1477–1514) et Isabeau de Bretagne, agenouillés en prière, appuyés contre un prie-dieu au pied de la statue de la Vierge couronnée. Toute la scène est surmontée des armes de la Bretagne. Le vitrail du bas de 1850 représente la Visitation et se compose de deux scènes. La première montre la procession du pardon de Guingamp, de nuit. La deuxième montre la Visitation avec de gauche à droite : Joseph, Marie, Élisabeth et Zacharie. Enfin, les trois vitraux de l'absidiole sud représentent successivement : un hommage à l'ordre mendiant du Carmel, la Sainte Famille et une évocation de deux ordres déviants : les pharisiens et les protestants. Ce dernier vitrail date de 1863.

## Le chevet

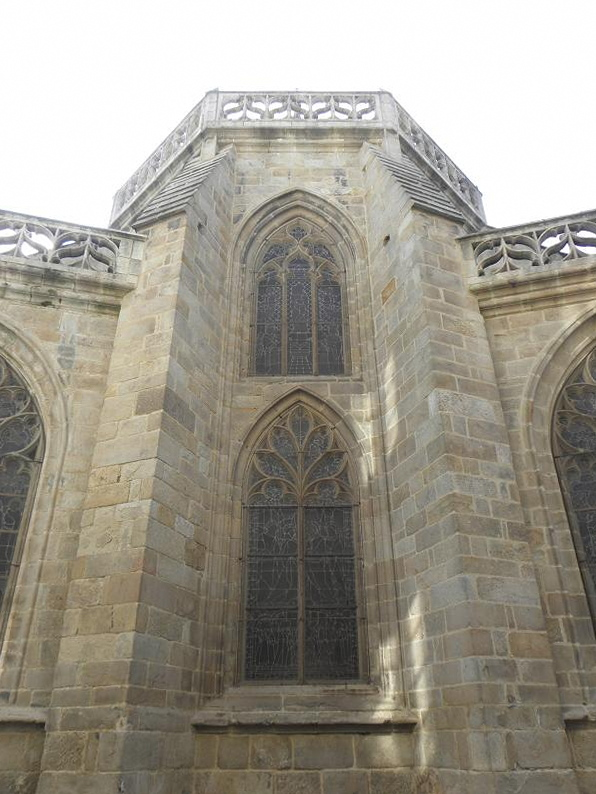
Le chevet.

Le chevet représente l'extrémité de la nef derrière le grand autel. À l'origine plat et composé de trois grandes fenêtres, il fut entre 1462 et 1484, remplacé par une abside polygonale après une donation du recteur de Tréveneuc, Dom Jehan Le Croez. Le plafond est en pierre contrairement aux plafonds de l'abside en brique. Il s'agissait sans doute ici d'une manière de solidifier l'adjonction. On observera enfin une balustrade formant une galerie de ceintures aux motifs flamboyants à la base du toit.

## L'orgue

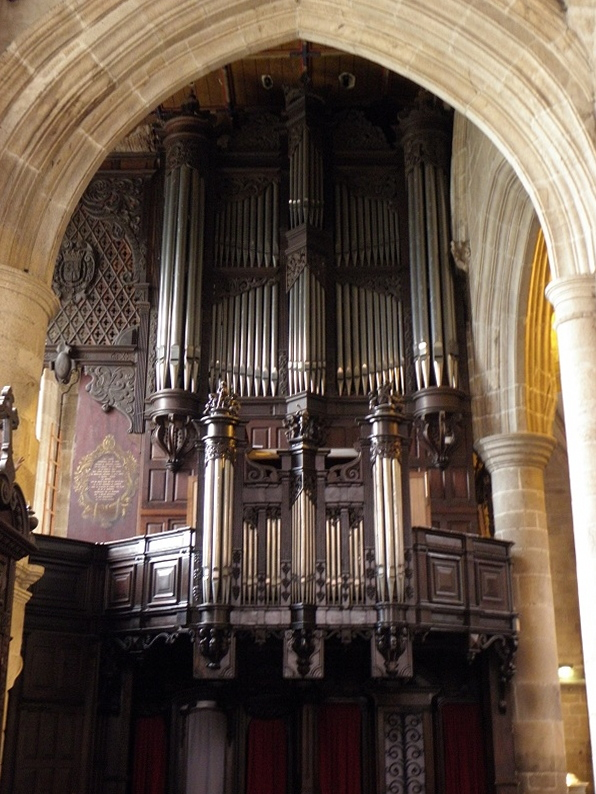
Les grandes orgues.

Le majestueux orgue de la basilique Notre-Dame-de-Bon-Secours se situe sur le bas-côté sud, dans la chapelle Saint-Jacques. Au cours de son histoire, il connut plusieurs restaurations.
Le 29 novembre 1535, la tour sud-ouest de la basilique, collée au portail occidental s'effondre et entraîne avec elle le portail ouest, la nef latérale et une partie de la grande nef. Elle endommage aussi l'orgue.
Plus tard, en 1640, la communauté de ville souhaite remplacer l'instrument devenu vétuste par un autre plus complet et volumineux, nécessitant la confection d'un nouveau buffet. Deux projets sont alors proposés.
Le premier est présenté le 21 novembre 1644 par René Le Baillif (cordelier à Rennes) et Guy Royer (facteur d'orgues à Rennes) à la demande de François Le Goff de Kereven, gouverneur et administrateur des biens et revenus de Notre-Dame, mais ne convainc guère. 
Le deuxième projet est proposé le 21 janvier 1645 par Henry Faignon (facteur d'orgues) et rencontre un vif succès. Plus ambitieux, il prévoit 27 jeux répartis entre le grand orgue, le positif et la pédale ainsi que de nombreuses expressions (trompettes, voix humaines, clairon) et l'emploi de matériaux tels que l'étain, le bois ou le cuivre. L'accord ainsi conclu, plusieurs contrats sont ensuite signés pour la conception suivant les dimensions de : 8 pieds pour les orgues et 4 pour le positif.
Un contrat est passé en février 1645 entre la communauté et François Le Gal de Guerouat pour le bois du jubé des orgues. Pour l'assujettissement de la charpente, on fait appel à Pierre Guillou (maître picoteur et maçon). Le 25 juin 1645, un accord est conclu pour la réalisation du buffet avec maître Fosset (maître menuisier).
L'inauguration a lieu le 13 août 1647 en présence de deux organistes Chrétien (Saint-Brieuc) et Collin (abbaye de Beauport), François Le Goff, Henry Taignou et trois vicaires de Notre-Dame : Pisher, Le Bricquer et Louis Jouvin.
Si l'on connaît le nom de plusieurs organistes du précédent instrument (Charles Gay 1457 - Rolland de Pratéler 1470  - Jacques Le Bitter 1615 - Pierre Bardot 1621), le premier artiste du nouvel orgue fut M. Pélart de 1647 à 1677. Le second fut Jean-Baptiste Belhoste. Ce dernier fut nommé organiste à vie en 1679, mais à cause, entre autres, de son manque de zèle et de ses absences répétées, il fut destitué de son poste en 1695 après un constat catastrophique sur l'état des orgues. « Planches et soufflets chargés d'ordures… la plupart des tuyaux… cabossés, enfoncés, dessoudés… Pour les pédales, plusieurs ne parlent pas. » Les réparations furent réalisées par Michel Madec et Thomas Dallas en 1696. Belhost, quant à lui, se défendit contre la communauté de ville et reprit son poste en 1695 jusqu'à sa mort en 1710. Le combat se poursuivit avec ses héritiers jusqu'en 1745. 
En 1865, comme le laisse entendre une inscription sur le mur auquel il est adossé, l'orgue de Notre-Dame, dut être restauré, complété et transféré du bas-côté nord de la basilique vers la chapelle Saint-Jacques : 
« Ces orgues construites par M. Loret facteur à Termonde (Belgique) ont été reçues par la fabrique le 15 février 1865. M.M. Robin : chanoine cure-doyen de Botmilian. président : Le Jolly, Trésorier : Le Calvez, Maire. Le Buffet est en partie celui qui fut fait en 1646. Il a été restauré et complété sous la direction et d'après les plans de M.S. Ropartz secrétaire de la fabrique par J. Belon, Menuisier, P. Ogé, sculpteur et J.M. Fovanis, Serrurier ».
Bien plus tard, dans les années 1970, l'orgue devenu muet, la ville de Guingamp entreprend une restauration complète avec le concours du Ministère des Affaires culturelles et de la paroisse. Après les travaux de l'entreprise Renaud de Nantes qui procède à la restauration en juillet 1974, l'instrument retrouve sa place au début de l'année 1975. Le nouvel orgue comporte aujourd'hui 39 jeux tous réunis (Grand orgue : 12 jeux - Positif : 9 jeux - Pédale : 7 jeux - Récit expressif : 11 jeux), répartis sur trois claviers manuels de 56 notes et un pédalier de 32 notes.

## La sacristie
La sacristie est accolée aux contreforts nord du chevet. Elle fut fondée par Charles de Blois (1319–1364) qui en posa la première pierre. Ses structures essentielles datent donc du XIVe siècle et des adjonctions y ont été réalisées au XIXe siècle. On y accède par une porte qui date, elle, du XVe siècle et qui est de style gothique. Dans le mur est, on peut voir une belle verrière et il ne reste plus beaucoup de choses à découvrir dans cette sacristie. À la Révolution lorsque la paroisse fut pillée, mutilée et transformée en caserne, la sacristie, elle, servit de prison.

## Le presbytère
Le presbytère se situe près du portail occidental, au sud-ouest de la basilique. Cette bâtisse fut achetée en 1403 grâce à une somme importante versée par Yves Trouzéon, bourgeois de Guingamp. Pour la petite histoire, on retiendra qu’au XVIIIe siècle, messire Nicolas, premier recteur unique de Notre-Dame, mena un « combat » de douze ans contre les bourgeois de Guingamp afin d'obtenir la restauration de l'édifice. C'est ainsi que dans la première moitié du XVIIIe siècle, en 1720, le presbytère fut rebâti, pour offrir à la vue de tous, cette si jolie façade.

### Le pardon
Pitre-Chevalier écrit en 1844 qu' « au pardon de Notre-Dame du Bon-Secours, on gagne cinq cent jours d'indulgence en passant une nuit sur la terre nue ; hommes et femmes s'y couchent pêle-mêle, et la dévotion dégénère en orgie ».